# Ԝ (слово ћирилице)
Ԝ (Ԝ ԝ; искошено: Ԝ ԝ) је слово ћирилице. У свим својим облицима изгледа потпуно као латинично даблју (W w; искошено: W w).
Користи се у ћириличној азбуци курдског језика и у јагнобском и севернојукагирском језику.
| Знак                      | Ԝ                          | Ԝ                          | ԝ                        | ԝ                        |
| ------------------------- | -------------------------- | -------------------------- | ------------------------ | ------------------------ |
| Назив у Уникоду           | CYRILLIC CAPITAL LETTER WE | CYRILLIC CAPITAL LETTER WE | CYRILLIC SMALL LETTER WE | CYRILLIC SMALL LETTER WE |
| Врста кодирања            | децимална                  | хексадецимална             | децимална                | хексадецимална           |
| Уникод                    | 1308                       | U+051C                     | 1309                     | U+051D                   |
| UTF-8                     | 212 156                    | D4 9C                      | 212 157                  | D4 9D                    |
| Нумеричка референца знака | &#1308;                    | &#x51C;                    | &#1309;                  | &#x51D;                  |